# Коемје
Коемје (фр. Coëtmieux) насеље је и општина у северозападној Француској у региону Бретања, у департману Приморје која припада префектури Сен Бријек.
По подацима из 2011. године у општини је живело 1631 становника, а густина насељености је износила 203,37 становника/km². Општина се простире на површини од 8,02 km². Налази се на средњој надморској висини од 61 метар (максималној 83 m, а минималној 32 m).

## Демографија
| 1962. | 1968. | 1975. | 1982. | 1990. | 1999. | 2011. |
| ----- | ----- | ----- | ----- | ----- | ----- | ----- |
| 606   | 624   | 874   | 1.041 | 1.236 | 1.253 | 1.631 |

График промене броја становника у току последњих година